# ムラン
ムラン（Melun）は、フランス中央部、イル＝ド＝フランス地域圏の都市、セーヌ＝エ＝マルヌ県の県庁所在地である。1999年の人口は約3万5千人。

## 地理
パリの南東に位置するセーヌ川河畔の街で、ガティネ地方とブリー地方の間に位置する。ムランは三つの部分からなる
- サン・テチエンヌ島：セーヌ川の中洲
- 南岸地区：ヴァレンヌ平野に位置し、フォンテヌブローの森に近接する。
- 北岸地区：アルモン谷とブリー高原に接する。

## 歴史
紀元前52年の記録によって、現在ムランがある場所に集落があったことが確認される。ムランの名が最初に現れるのは6世紀のラテン語の文献である（メルネウム、Meluneum)。
この都市はある伯爵の領土となったが、のちノルマン人によって包囲された。市民はよく包囲戦に耐えたことが史書には記されている。

## 人口統計
| 1962年 | 1968年 | 1975年 | 1982年 | 1990年 | 1999年 | 2006年 | 2012年 |
| ------ | ------ | ------ | ------ | ------ | ------ | ------ | ------ |
| 26 873 | 34 518 | 37 712 | 35 005 | 35 319 | 35 695 | 37 663 | 40 503 |

出典:1999年までLdh/EHESS/Cassini、2004年以降INSEE

## 文化

### 特産品
- ブリー・ド・ムラン（ブリーチーズ）
同じくイル＝ド＝フランス地域圏のモーで作られるブリー・ド・モーよりも赤みを帯びており、独特の濃い味わいがある。

## 姉妹都市
- ウィダ、ベナン
- スペルソーン、イングランド
- クレーマ、イタリア

## 出身者
- ピエール・セルトン - 作曲家
- アントワーヌ・メイエ - 言語学者
- ブリュノ・ニュイッテン - 映画監督
- ジャック・アミヨ - 翻訳家
- イレタ・シレテ - フィギュアスケート選手
- モルガン・シプレ - フィギュアスケート選手
- イザベル・パック - 柔道家
- ウィリー・ボリー - サッカー選手